# O6-Methylguanin-DNA-Methyltransferase
O6-Methylguanin-DNA-Methyltransferase (MGMT) (auch 6-O-Methylguanin-DNA-Methyltransferase oder Methylierte-DNA-Cystein-S-methyltransferase) ist ein Protein innerhalb des Zellkerns, das an der Reparatur alkylierter DNA beteiligt ist. MGMT wird in allen Lebewesen gebildet und in jeder Körperzelle. Beim Menschen ist die MGMT-Konzentration in der Leber am höchsten. Die Inaktivierung des MGMT-Gens führt zu Tumorbildung.
Die Methylierung der DNA hat neben ihren Vorteilen auch Nachteile. Zum Beispiel kann es zur Bildung von 6-O-Methylguanin aus Guanin kommen. Dies passiert innerhalb der DNA und kann zur Bildung von Tumoren führen. Die Reparatur dieses Defekts wird durch MGMT durch die Übertragung der Methylgruppe auf sich selbst bewerkstelligt. Da MGMT bei dieser Reaktion verbraucht wird, ist es strenggenommen kein Enzym. Häufiger wird der Begriff Suizid-Enzym benutzt.
{\displaystyle \mathrm {\ {\xrightarrow {MGMT}}} }
Entfernen der Methylgruppe aus 6-O-Methylguanosin, Bildung von Guanosin
Der Nachweis von epigenetischen Veränderungen  des MGMT-Promotors (Hypermethylierung) geht bei Glioblastomen mit einer besseren Prognose und einem besseren Ansprechen auf eine Chemotherapie mit Alkylantien wie zum Beispiel Temozolomid einher. Für den Nachweis der MGMT Promotor-Methylierung für klinische Zwecke eignen sich DNA-basierte Methoden unter Anwendung strikter Qualitätskontrolle, nicht aber der immunhistochemische Proteinnachweis.